# Запис Савића оброк Свети Ранђел (Церова)
Запис Савића оброк Свети Ранђел (Церова) се налази на парцели чији је власник Савић Дивко.

## Локација
| Општина             | Пирот                                                                       |
| Катастарска општина | Церова                                                                      |
| Потес               | Клн                                                                         |
| Координате          | 43° 19′ 11″ С; 22° 28′ 47″ И / 43.319600000000001° С; 22.479700000000001° И |
| Надморска висина    | 642m                                                                        |

## Карактеристике
Дендрометријске вредности утврђене на терену и сателитским снимцима:
| Стабло                     | Крст |
| Висина стабла              | m    |
| Обим дебла                 | m    |
| Пречник крошње             | 0m   |
| Пречник дебла              | m    |
| Висина дебла до прве гране | m    |

## База записа
Запис је у оквиру Викимедија пројекта "Запис - Свето дрво" заведен под редним бројем 0946.